# Victor Meirelles
Victor Meirelles de Lima (Florianópolis, 18 agosto 1832 – Rio de Janeiro, 22 febbraio 1903) è stato un pittore brasiliano.

## Biografia
I suoi genitori erano immigrati dal Portogallo. Ha mostrato un precoce talento per l'arte, producendo la sua prima opera conosciuta (un paesaggio dell'Isola di Santa Catarina), all'età di quattordici anni. Questo lavoro impressionò Jerônimo Coelho, un consigliere imperiale, che portò Meirelles a Rio de Janeiro e lo presentò a Félix Taunay, direttore della Academia Imperial de Belas Artes. Venne deciso che l'Accademia avrebbe dovuto farsi carico della sua educazione, dove rimase fino al 1852. In quell'anno vinse il Prix du Voyage per un studiare in Europa.

## Carriera
Soggiornò a Parigi, anche se ha trascorso la maggior parte del suo tempo a Firenze e Roma, dove ha studiato con Tommaso Minardi e Nicola Consoni presso l'Accademia di San Luca. Nel 1856, tornò a Parigi ed è rimasto fino al 1860. Durante questo periodo, ha frequentato l'École des Beaux-Arts, raffinando la sua tecnica con Léon Cogniet e Paul Delaroche.
Al suo ritorno in Brasile, divenne un professore onorario presso l'Accademia e poi ottenne la cattedra di storia della pittura. Nel 1868, ha trascorso del tempo a bordo di diverse navi da guerra per completare una commissione per dipinti storici navali e, nel successivo decennio, eseguì numerose opere per la famiglia imperiale.
Nel 1879, il suo gigantesco dipinto della Seconda Battaglia di Guararapes è stata esposta presso l'Accademia Imperiale, accanto ad un dipinto di Pedro Américo, raffigurante la Battaglia di Avay.
Nel 1885, ha intrapreso il suo progetto più ambizioso; una panoramica di Rio de Janeiro  vista dal Morro de Santo Antônio, una collina vicino al punto centrale della città. Con l'assistenza di Henri Langerock, l'opera è stata completata nel 1888.
Dopo che fu proclamata la Repubblica nel 1889, Meirelles e altri artisti associati con la monarchia sono stati rimossi dai loro incarichi presso l'Accademia Imperiale, anche se, ufficialmente, è stato licenziato per la sua età. Nel 1893 ha tentato di avviare una scuola privata, insieme a Eduardo de Sá e Décio Villares, ma non ha avuto successo. Ridotto a vivere in povertà, si ammalò. È morto, inosservato, nella sua modesta casa durante i festeggiamenti del Carnevale di Rio.

## Galleria d'immagini

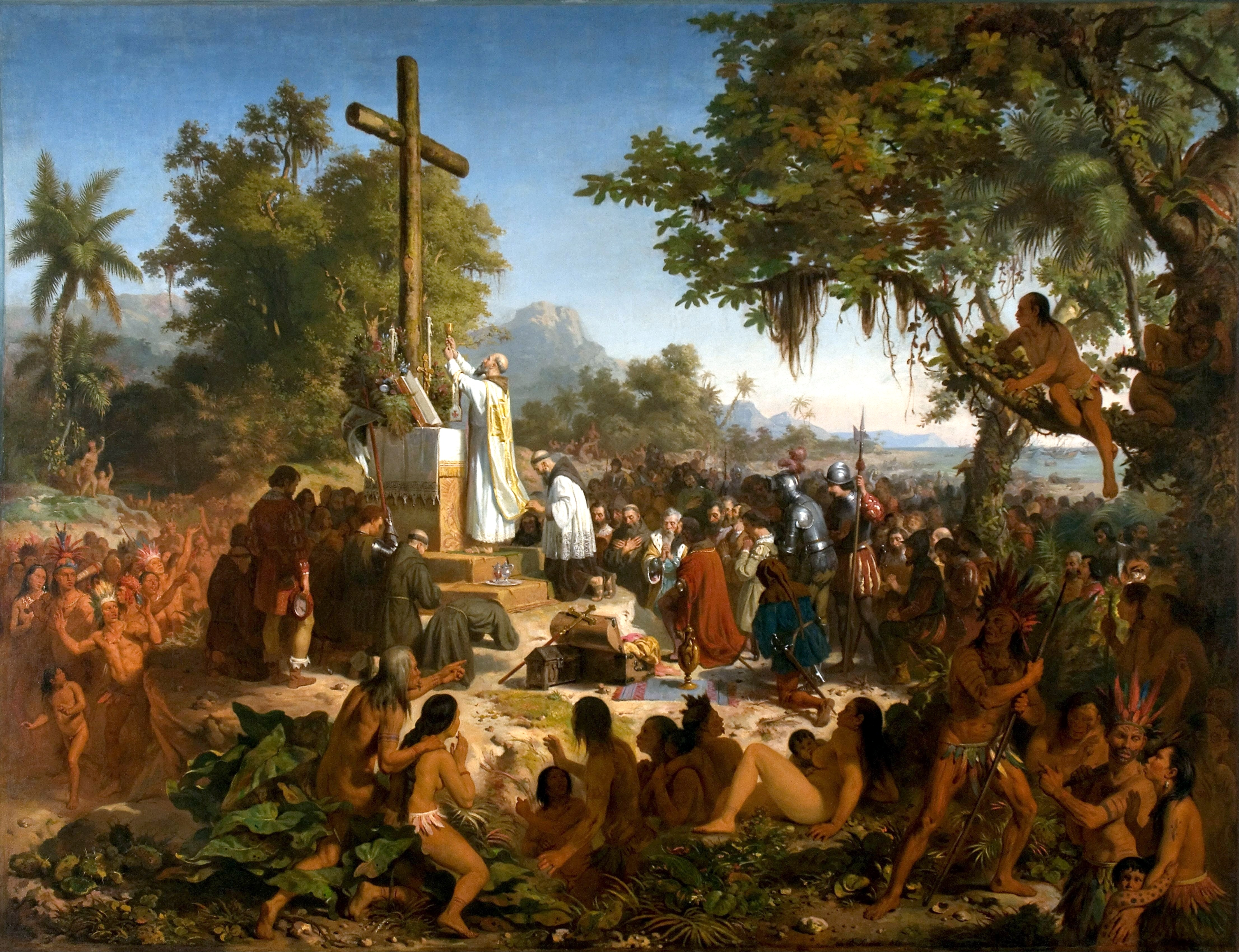
La prima messa in Brasile (1860)
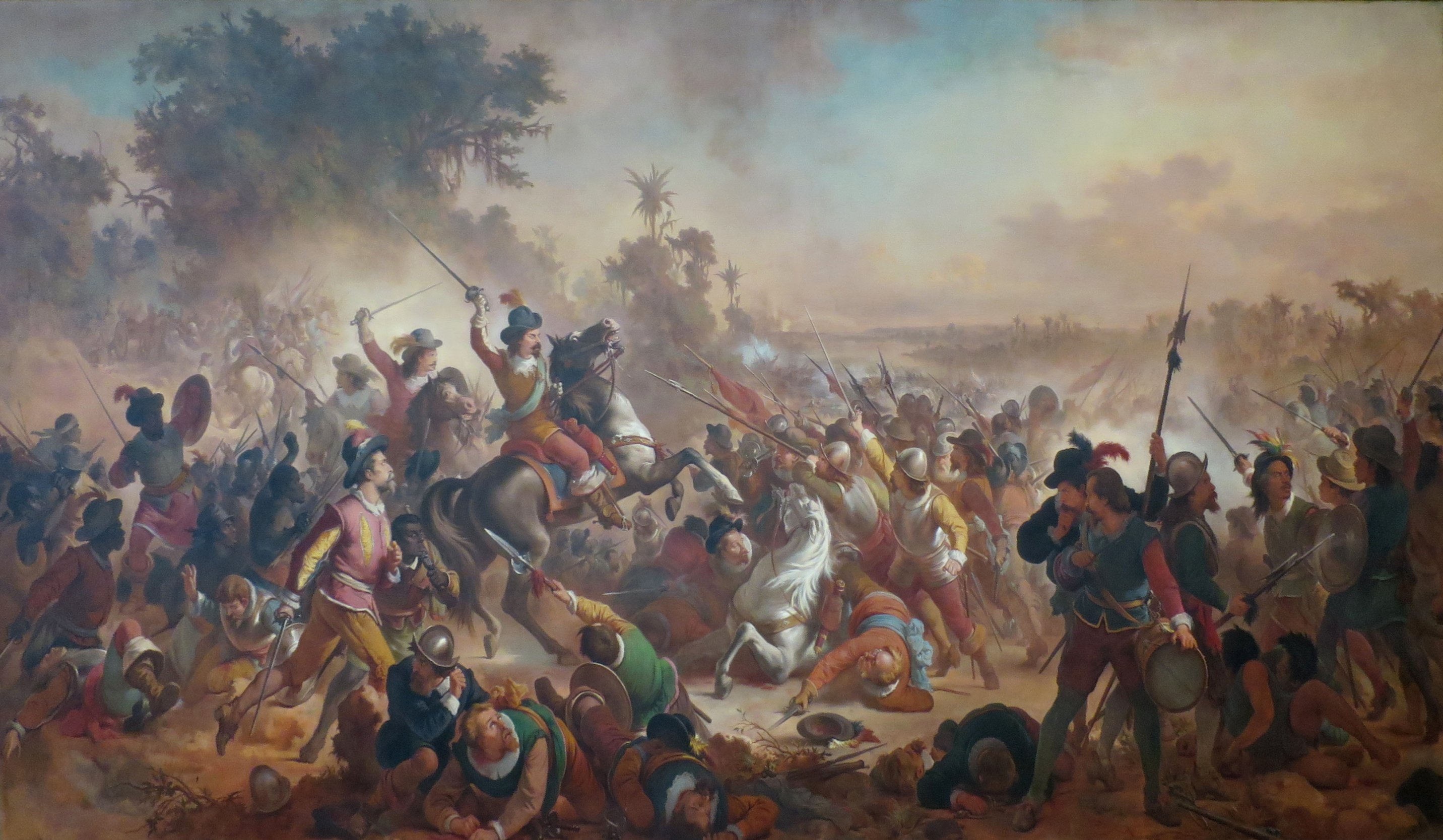
La Seconda Battaglia di Guararapes (1879)
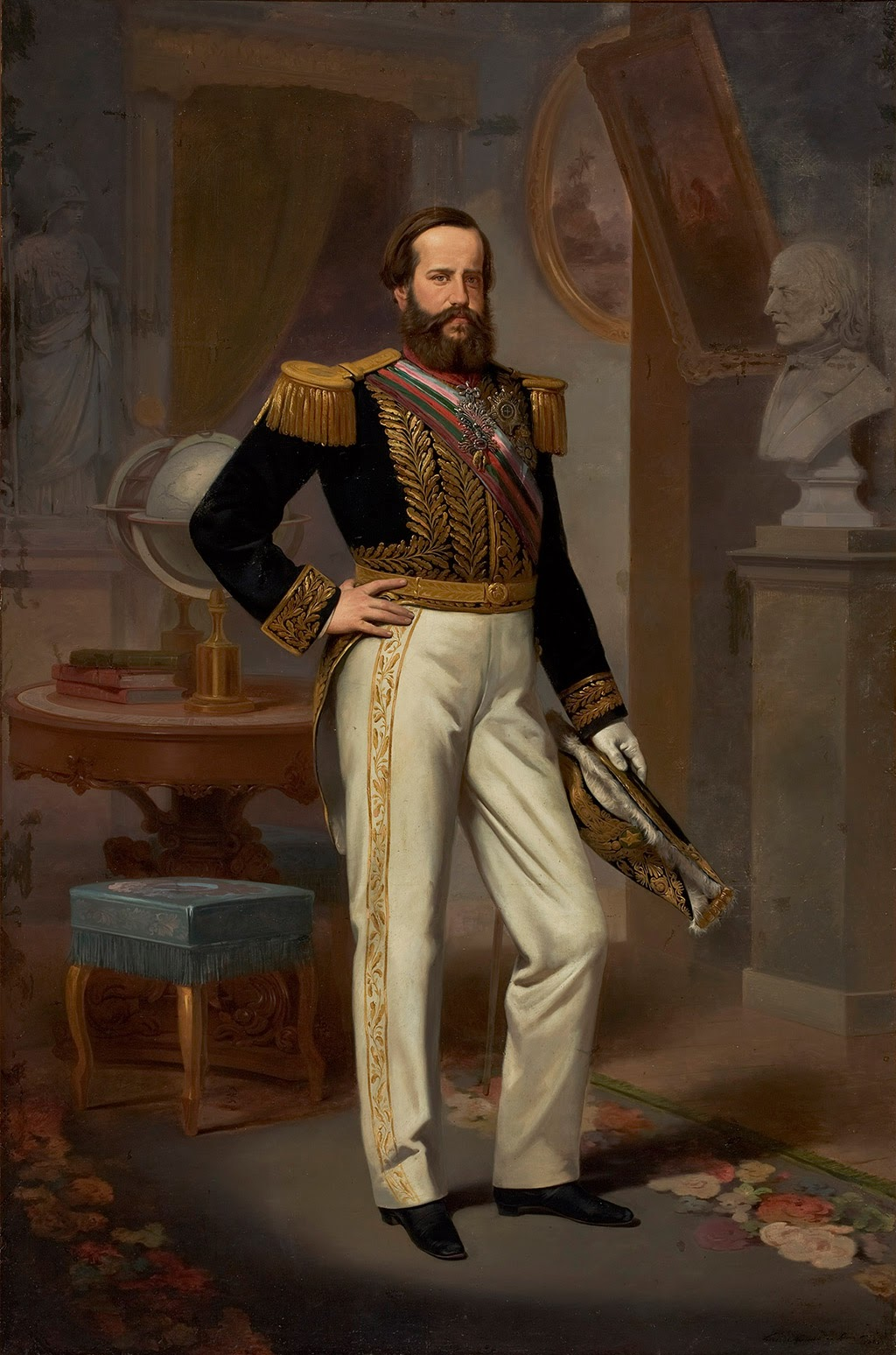
Ritratto dell'imperatore Pietro II (1864)
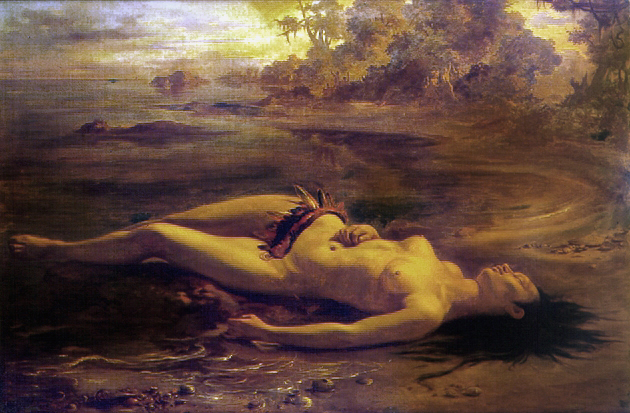
Moema (1866), un famoso esempio di Indianismo
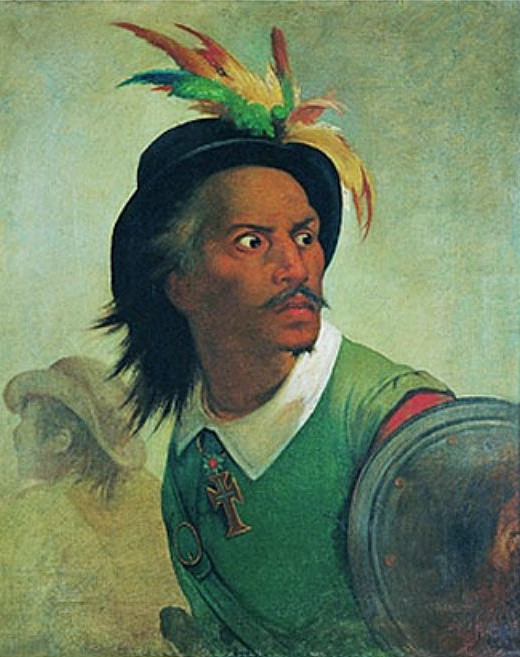
Ritratto di António Filipe Camarão (1874-1878)